# کیم دو یون (بازیگر)
کیم دو یون (کره‌ای: 김도연؛ زادهٔ ۲۶ فوریهٔ ۱۹۷۸) بازیگر اهل کره جنوبی است. از فیلم‌ها یا برنامه‌های تلویزیونی که وی در آن نقش داشته‌است می‌توان به من یک سایبورگ هستم، ولی مشکلی نیست، ذهن‌های جنایتکار، جذابیت شیطانی، راننده تاکسی و وظیفه بعد از مدرسه اشاره کرد.